# Hliník nad Hronom
Hliník nad Hronom és un poble i municipi d'Eslovàquia. Es troba a la regió de Banská Bystrica.

## Història
La primera menció escrita de la vila es remunta al 1075.

## Demografia
| Godina             | 1994 | 2004   | 2014   | 2024   |
| ------------------ | ---- | ------ | ------ | ------ |
| Nombre de persones | 3053 | 2946   | 2915   | 2640   |
| Diferència         |      | −3,50% | −1,05% | −9,43% |

| Godina             | 2023 | 2024   |
| ------------------ | ---- | ------ |
| Nombre de persones | 2652 | 2640   |
| Diferència         |      | −0,45% |